# معاملة المثليين في توغو
يواجه الأشخاص من المثليين والمثليات ومزدوجي التوجه الجنسي والمتحولين جنسياً (اختصاراً: LGBT) في توغو تحديات قانونية واجتماعية لا يواجهها غيرهم من المغايرين جنسيا. يعتبر النشاط الجنسي بين الرجال وبين النساء غير قانوني في توغو. يواجه الأشخاص من مجتمع المثليين وصمة عار بين السكان. كما أن المنازل التي يعيش فيها الشركاء المثليون غير مؤهلة للحصول على نفس الحماية القانونية المتاحة للأزواج المغايرين، مع وجود عدة تقارير تتحدث عن مستوى عالي من التمييز والانتهاكات ضد مجتمع المثليين.

## قانونية النشاط الجنسي المثلي
يعتبر النشاط الجنسي المثلي غير قانوني، بعقوبة تتراوح من 1-3 سنوات سجناً وغرامة قدرها 100,000 إلى 500,000 فرنك أفريقي.

## الاعتراف القانوني بالعلاقات المثلية
لا يوجد اعتراف قانوني بالعلاقات المثلية.

## التبني وتنظيم الأسرة
وفقًا لموقع الويب الخاص بالحكومة الفرنسية، يحق للأشخاص العزّاب والمتزوجين تبني الأطفال. لا يوضح موقع الويب ما إذا كان العزّاب من مجتمع المثليين غير مؤهلين أم لا.

## ظروف الحياة
لا يوجد قانون يحمي الأشخاص من التمييز على أساس التوجه الجنسي أو الهوية الجندرية.
وجدت وزارة الخارجية الأمريكية في تقريرها لحقوق الإنسان عام 2011 بأن:

ينص القانون على أن الشخص الذي يشارك في فعل جنسي من نفس الجنس بالتراضي قد يعاقب بالحبس من 1 إلى 3 سنوات وغرامة قدرها 100,000 إلى 500,000 فرنك أفريقي (من 208 دولار إلى 1041 دولار). لم تحدث محاكمات (عام 2011) متعلقة بالمثلية الجنسية أو توجيه تهم والتي غالباً ما تُربط بخدش الحياء. الثمانية أشخاص الذين تم اعتقالهم بسبب السلوك الجنسي المثليين في عام 2010 بقوا مسجونين. حدث التمييز المجتمعي على أساس التوجه الجنسي والهوية الجندرية، ولم يكن هناك منظمات معروفة للمثليين والمثليات ومزدوجي التوجه الجنسي والمتحولين جنسياً.

## ملخص
| قانونية النشاط الجنسي المثلي                                                                  | (العقوبة: غرامة وغرامة تصل إلى 3 سنوات) |
| المساواة في السن القانوني للنشاط الجنسي                                                       | No                                      |
| قوانين مكافحة التمييز في التوظيف                                                              | No                                      |
| قوانين مكافحة التمييز في توفير السلع والخدمات                                                 | No                                      |
| قوانين مكافحة التمييز في جميع المجالات الأخرى (تتضمن التمييز غير المباشر، خطاب الكراهية)      | No                                      |
| قوانين مكافحة أشكال التمييز المعنية بالهوية الجندرية                                          | No                                      |
| زواج المثليين                                                                                 | No                                      |
| الاعتراف القانوني بالعلاقات المثلية                                                           | No                                      |
| تبني أحد الشريكين للطفل البيولوجي للشريك الآخر                                                | No                                      |
| التبني المشترك للأزواج المثليين                                                               | No                                      |
| يسمح للمثليين والمثليات ومزدوجي التوجه الجنسي والمتحولين جنسيا بالخدمة علناً في القوات المسلحة | No                                      |
| الحق بتغيير الجنس القانوني                                                                    | No                                      |
| علاج التحويل محظور على القاصرين                                                               | No                                      |
| الحصول على أطفال أنابيب للمثليات                                                              | No                                      |
| الأمومة التلقائية للطفل بعد الولادة                                                           | No                                      |
| تأجير الأرحام التجاري للأزواج المثليين من الذكور                                              | (غير قانوني للأزواج المغايرين كذلك)     |
| السماح للرجال الذين مارسوا الجنس الشرجي التبرع بالدم                                          | No                                      |